# Receptura (album)
Receptura – debiutancki album studyjny polskiej grupy muzycznej Pokahontaz. Wydawnictwo ukazało się 2 kwietnia 2005 roku nakładem wytwórni muzycznej Kreska Records w dystrybucji Pomaton EMI. Nagrania dotarły do 1. miejsca zestawienia OLiS. Płytę poprzedziły dwa single: wydany 24 maja 2004 roku „Wstrząs dla mas” oraz „Za szybcy się wściekli”, którego premiera odbyła się 17 marca 2005 roku. W ramach promocji do utworów zostały zrealizowane również teledyski. Trzeci obraz promocyjny powstał do piosenki „Nie1”.
Pod koniec 2005 roku, do sklepów miała trafić reedycja debiutu, pod nazwą R+. Ostatecznie wydawnictwo pt. DJ 5:CET Prezentuje: R+ zostało udostępnione bezpłatnie w formie digital download na oficjalnej stronie internetowej zespołu.

## Lista utworów
Opracowano na podstawie materiału źródłowego.
Album
1. Fokus, Rahim – „Receptura (Intro)” (prod.: Miuosh, scratche: DJ Bambus) – 01:17
2. Fokus, Rahim – „Wstrząs dla mas” (prod.: DJ 600V, scratche: DJ Bambus) – 03:28
3. Fokus, Rahim – „Chorągievvki i vviatr” (prod.: DJ 600V) – 02:42
4. Fokus, Rahim – „Rap (Biznes) Zone” (prod.: Rahim) – 03:12
5. Fokus, Rahim – „Sklonuj mnie” (prod. DJ 600V, scratche: DJ Bambus) – 03:35
6. Fokus, Rahim – „Te wydatki” (prod.: Miuosh, Rahim, scratche: DJ Bambus) – 03:43
7. Fokus, Rahim – „Przez duże 'S'” (gościnnie: Śliwka Tuitam, prod.: Rahim) – 03:29
8. Fokus, Rahim – „Re'trans'misja” (gościnnie: Miuosh, Puq, prod.: Rahim) – 03:53
9. Fokus, Rahim – „Za szybcy się wściekli” (gościnnie: Cichy, Miuosh, prod.: Rahim, scratche: DJ Bambus) – 03:07
10. Fokus, Rahim – „Do amnezji..” (gościnnie: Śliwka Tuitam, prod.: Rahim, DJ Bambus) – 04:10
11. Fokus, Rahim – „HC – Adrenalina” (gościnnie: Kams, prod.: Fokus, scratche: DJ Bambus) – 05:24
12. Fokus – „Nie ma czym oddychać” (prod.: Rahim) – 03:11
13. Fokus, Rahim – „Równowaga” (prod.: Rahim, scratche DJ Bambus) – 03:16
14. Rahim – „Nie1” (prod.: Rahim) – 04:34
15. Fokus, Rahim – „Sum-a-sum-a-rum” (prod.: Minix, Rahim) – 03:35
16. Fokus – „Klaskaj” (Hidden Track)  (prod.: Rahim)  – 02:32

Remiks album
| DJ 5:CET Prezentuje: R+ |
| --- |
| 1. „wstRząs dLa mas” (DJ 5oo rmx) 2. „Chorągievvki i vviatr” (DJ 5oo rmx) 3. „Te wydatki” (DJ 5oo rmx) 4. „Przez duże 'S'” gościnnie: Śliwka Tuitam (DJ 5oo rmx) 5. „Za szybcy się wściekli” (DJ 5oo rmx) 6. „Do amnezji...” gościnnie: Śliwka Tuitam (DJ 5oo rmx) 7. „HC – adrenalina” gościnnie: Kams (DJ 5oo rmx) 8. „Nie1” (DJ 5oo rmx) 9. „Sum-a-sum-a-rum” (DJ 5oo rmx) 10. „Klaskaj!” (DJ 5oo rmx) 11. „Chorąagievvki i vviatr” (DJ 6oov rmx) 12. „Te wydatki” (Miuosh rmx) 13. „Do amnezji...” gościnnie: Śliwka Tuitam (Spaso rmx) 14. „Równowaga” (Grafit. rmx) 15. „Klaskaj!” (Sop rmx) |

Single
| „Wstrząs dla mas” |
| --- |
| 1. Fokus, Rahim – „Wstrząs dla mas” (prod.: DJ 600V, scratche DJ Bambus) – 03:28 2. Fokus, Rahim – „Wstrząs dla mas” (teledysk) (prod.: DJ 600V, scratche DJ Bambus) – 03:18 |

| „Za szybcy się wściekli” |
| --- |
| 1. „Za szybcy się wściekli” (Radio Edit) (gościnnie: Cichy, Miuosh, prod.: Rahim, scratche: DJ Bambus) 2. „Za szybcy się wściekli” (Original Version) (gościnnie: Cichy, Miuosh, prod.: Rahim, scratche: DJ Bambus) 3. „Za szybcy się wściekli” (Instrumental) (prod.: Rahim, scratche: DJ Bambus) 4. „Wstrząs dla mas” (Radio Edit) (prod.: DJ 600V, scratche: DJ Bambus) 5. „Wstrząs dla mas” (Instrumental) (prod.: DJ 600V, scratche: DJ Bambus) 6. „Za szybcy się wściekli” (teledysk) (gościnnie: Cichy, Miuosh, prod.: Rahim, scratche: DJ Bambus) 7. „Wstrząs dla mas” (teledysk) (prod.: DJ 600V, scratche: DJ Bambus) |